# Pavel Grohman
Pavel Grohman (7. dubna 1970 Jičín – 25. července 2008 nedaleko Vamberka) byl český bubeník. Společně se svým spolužákem ze základní školy Michalem Malátným byl zakládajícím členem skupiny Chinaski. Společně založil na konci osmdesátých let skupinu Starý Hrady, ze které se později stala skupina Starý hadry. Ta se v polovině devadesátých let přejmenovala na Chinaski podle postavy z knih Charlese Bukowského. Pavel Grohman ještě jako člen Starých hadrů bubnoval na počátku 90. let i ve skupině Zirkus Odvážná srdce, která spojovala rock s dechovou sekcí. Natočil s ní jedno album. Měl manželku Lucii a dva syny Jáchyma a Filipa. Miloval motorky a láska k nim se mu stala osudnou.
Dne 25. července 2008 zahynul při dopravní nehodě na své motorce Ducati na silnici I/11 mezi Vamberkem a Žamberkem u odbočky na obec Peklo nad Zdobnicí ve východních Čechách. Podle policie jel Grohman ve směru od Vamberku a s největší pravděpodobností předjížděl ve chvíli, kdy před ním jedoucí vůz odbočoval vlevo. Po srážce s vozidlem byl odmrštěn na kmen stromu a utrpěl vážná zranění, kterým podlehl ve vrtulníku cestou do královéhradecké nemocnice.